# Transportor ABC

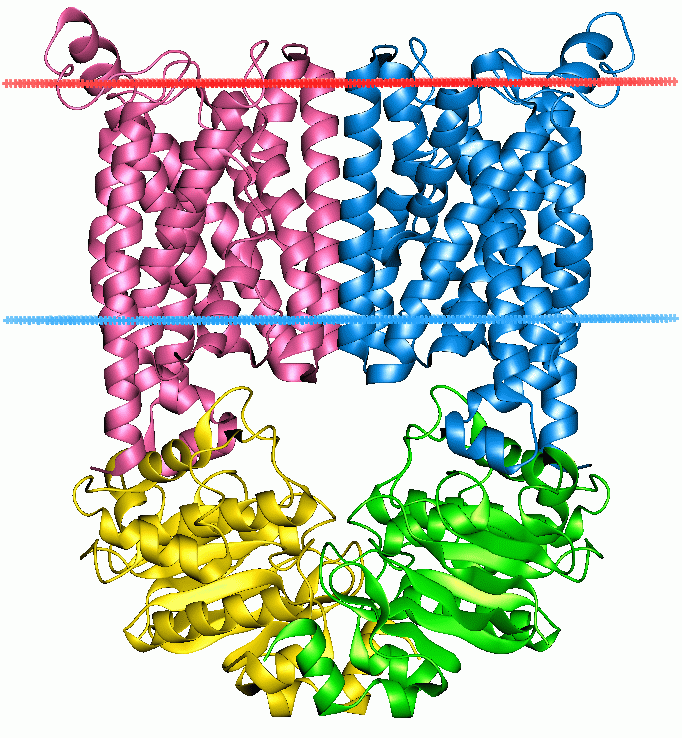
Structura BtuCD PDB 1l7v, o proteină de transport pentru vitamina B_{12} de la Escherichia coli

Transportorii ABC (din engleză ATP-binding cassette transporters, transportori cu casetă de legare a ATP sintazei) este o superfamilie de sisteme de transport și reprezintă una dintre cele mai mari și, posibil, una dintre cele mai vechi familii de gene. Este prezentă la toate organismele existente, de la procariote la om. Transportatorii ABC aparțin translocazelor.
Transportorii ABC constau adesea din subunități multiple, dintre care una sau două sunt proteine transmembranare.